# Maurizio di Sassonia-Altenburg
Maurizio di Sassonia-Altenburg ((nome completo in tedesco: Moritz Franz Friedrich Constantin Alexander Heinrich August Carl Albrecht von Sachsen-Altenburg); Eisenberg, 24 ottobre 1829 – Arco, 13 maggio 1907) fu un membro della Casa ducale di Sassonia-Altenburg.

## Biografia

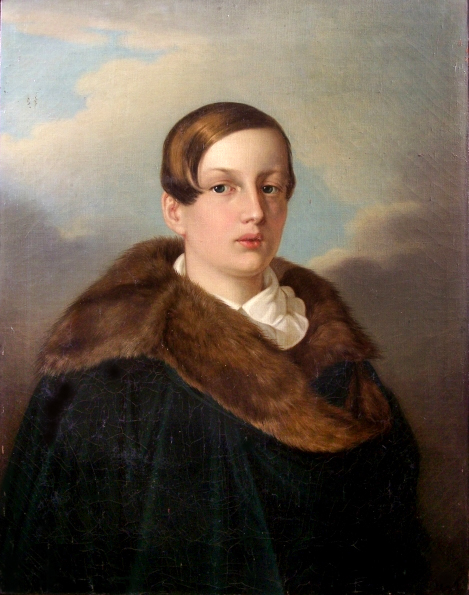
Ritratto del giovane principe Maurizio

Maurizio era il terzo figlio del duca Giorgio di Sassonia-Altenburg e di Maria di Meclemburgo-Schwerin.
Dopo aver studiato presso le università di Jena e Dresda, Maurizio entrò al servizio degli eserciti bavaresi e prussiani (dal 1851). Prima tenente della Guardia Reale, e più tardi generale di cavalleria. Dopo il pensionamento nel 1857 , il principe continuò i suoi studi presso l'Università di Bonn. Era appassionato di scienze naturali, e fu il presidente della Società di Storia Naturale e Antichità Osterlanda.
Durante la guerra franco-prussiana, il fratello del principe Maurizio e sua moglie la Duchessa Agnese lavorarono a stretto contatto con la Croce Rossa tedesca, dove è stato presidente onorario fino al 1904.
Dal momento che il duca Ernesto non aveva figli, il principe venne considerato l'erede del ducato, ma morì un anno prima del fratello maggiore. Suo figlio, Ernesto, divenne l'erede al trono.

## Matrimonio
A Meiningen il 15 ottobre 1862 sposò Augusta di Sassonia-Meiningen, figlia di Bernardo II di Sassonia-Meiningen, ed ebbero cinque figli:
1. Maria Anna (Altenburg, 14 marzo 1864 - Bückeburg, 3 maggio 1918), sposò il 16 aprile 1882 Giorgio di Schaumburg-Lippe;
2. Elisabetta Augusta (Meiningen, 25 gennaio 1865 - Lipsiag, 24 marzo 1927), sposò il 27 aprile 1884 il granduca Konstantin Konstantinovič Romanov e, convertitasi alla Chiesa ortodossa russa prese il nome di Elizaveta Mavrikievna;
3. Margherita Maria (Altenburg, 22 maggio 1867 - Altenburg, 17 giugno 1882);
4. Ernesto II (Altenburg, 31 agosto 1871 - Schloß Fröhliche Wiederkunft, 22 marzo 1955);
5. Luisa Carlotta (Altenburg, 11 August 1873 - Altenburg, 14 April 1953), sposò il 6 febbraio 1895 il duca Edoardo di Anhalt e divorziarono nel 1918, poco prima egli morisse.

## Albero genealogico
|                                           |                                              |                                             | Genitori                                               |  |  | Nonni |  |  | Bisnonni                                        |  |  | Trisnonni                                      |  |
|                                           |                                              |                                             |                                                        |  |  |       |  |  | Ernesto Federico III di Sassonia-Hildburghausen |  |  | Ernesto Federico II di Sassonia-Hildburghausen |  |
|                                           |                                              |                                             |                                                        |  |  |       |  |  | Ernesto Federico III di Sassonia-Hildburghausen |  |  | Ernesto Federico II di Sassonia-Hildburghausen |  |
|                                           |                                              | Carolina di Erbach-Fürstenau                |                                                        |  |  |       |  |  | Ernesto Federico III di Sassonia-Hildburghausen |  |  |                                                |  |
| Federico di Sassonia-Altenburg            |                                              |                                             |                                                        |  |  |       |  |  | Ernesto Federico III di Sassonia-Hildburghausen |  |  |                                                |  |
|                                           |                                              | Ernestina Augusta di Sassonia-Weimar        | Ernesto Augusto I di Sassonia-Weimar                   |  |  |       |  |  |                                                 |  |  |                                                |  |
|                                           |                                              | Ernestina Augusta di Sassonia-Weimar        | Ernesto Augusto I di Sassonia-Weimar                   |  |  |       |  |  |                                                 |  |  |                                                |  |
|                                           |                                              | Ernestina Augusta di Sassonia-Weimar        | Sofia Carlotta di Brandeburgo-Bayreuth                 |  |  |       |  |  |                                                 |  |  |                                                |  |
| Giorgio di Sassonia-Altenburg             |                                              | Ernestina Augusta di Sassonia-Weimar        |                                                        |  |  |       |  |  |                                                 |  |  |                                                |  |
|                                           |                                              | Carlo II di Meclemburgo-Strelitz            | Carlo Ludovico Federico di Meclemburgo-Strelitz        |  |  |       |  |  |                                                 |  |  |                                                |  |
|                                           |                                              | Carlo II di Meclemburgo-Strelitz            | Carlo Ludovico Federico di Meclemburgo-Strelitz        |  |  |       |  |  |                                                 |  |  |                                                |  |
|                                           |                                              | Carlo II di Meclemburgo-Strelitz            | Elisabetta Albertina di Sassonia-Hildburghausen        |  |  |       |  |  |                                                 |  |  |                                                |  |
| Carlotta di Meclemburgo-Strelitz          |                                              | Carlo II di Meclemburgo-Strelitz            |                                                        |  |  |       |  |  |                                                 |  |  |                                                |  |
|                                           |                                              | Federica Carolina Luisa d'Assia-Darmstadt   | Giorgio Guglielmo d'Assia-Darmstadt                    |  |  |       |  |  |                                                 |  |  |                                                |  |
|                                           |                                              | Federica Carolina Luisa d'Assia-Darmstadt   | Giorgio Guglielmo d'Assia-Darmstadt                    |  |  |       |  |  |                                                 |  |  |                                                |  |
|                                           |                                              | Federica Carolina Luisa d'Assia-Darmstadt   | Maria Luisa Albertina di Leiningen-Dagsburg-Falkenburg |  |  |       |  |  |                                                 |  |  |                                                |  |
| Maurizio di Sassonia-Altenburg            |                                              | Federica Carolina Luisa d'Assia-Darmstadt   |                                                        |  |  |       |  |  |                                                 |  |  |                                                |  |
|                                           | Federico Francesco I di Meclemburgo-Schwerin | Luigi di Meclemburgo-Schwerin               |                                                        |  |  |       |  |  |                                                 |  |  |                                                |  |
|                                           | Federico Francesco I di Meclemburgo-Schwerin | Luigi di Meclemburgo-Schwerin               |                                                        |  |  |       |  |  |                                                 |  |  |                                                |  |
|                                           | Federico Francesco I di Meclemburgo-Schwerin | Carlotta Sofia di Sassonia-Coburgo-Saalfeld |                                                        |  |  |       |  |  |                                                 |  |  |                                                |  |
| Federico Ludovico di Meclemburgo-Schwerin | Federico Francesco I di Meclemburgo-Schwerin |                                             |                                                        |  |  |       |  |  |                                                 |  |  |                                                |  |
|                                           |                                              | Luisa di Sassonia-Gotha-Altenburg           | Giovanni Augusto di Sassonia-Gotha-Altenburg           |  |  |       |  |  |                                                 |  |  |                                                |  |
|                                           |                                              | Luisa di Sassonia-Gotha-Altenburg           | Giovanni Augusto di Sassonia-Gotha-Altenburg           |  |  |       |  |  |                                                 |  |  |                                                |  |
|                                           |                                              | Luisa di Sassonia-Gotha-Altenburg           | Luisa di Reuß-Schleiz                                  |  |  |       |  |  |                                                 |  |  |                                                |  |
| Maria di Meclemburgo-Schwerin             |                                              | Luisa di Sassonia-Gotha-Altenburg           |                                                        |  |  |       |  |  |                                                 |  |  |                                                |  |
|                                           |                                              | Paolo I di Russia                           | Pietro III di Russia                                   |  |  |       |  |  |                                                 |  |  |                                                |  |
|                                           |                                              | Paolo I di Russia                           | Pietro III di Russia                                   |  |  |       |  |  |                                                 |  |  |                                                |  |
|                                           |                                              | Paolo I di Russia                           | Caterina II di Russia                                  |  |  |       |  |  |                                                 |  |  |                                                |  |
| Elena Pavlovna Romanova                   |                                              | Paolo I di Russia                           |                                                        |  |  |       |  |  |                                                 |  |  |                                                |  |
|                                           |                                              | Sofia Dorotea di Württemberg                | Federico II Eugenio di Württemberg                     |  |  |       |  |  |                                                 |  |  |                                                |  |
|                                           |                                              | Sofia Dorotea di Württemberg                | Federico II Eugenio di Württemberg                     |  |  |       |  |  |                                                 |  |  |                                                |  |
|                                           |                                              | Sofia Dorotea di Württemberg                | Federica Dorotea di Brandeburgo-Schwedt                |  |  |       |  |  |                                                 |  |  |                                                |  |
|                                           |                                              | Sofia Dorotea di Württemberg                |                                                        |  |  |       |  |  |                                                 |  |  |                                                |  |